# MDR aktuell

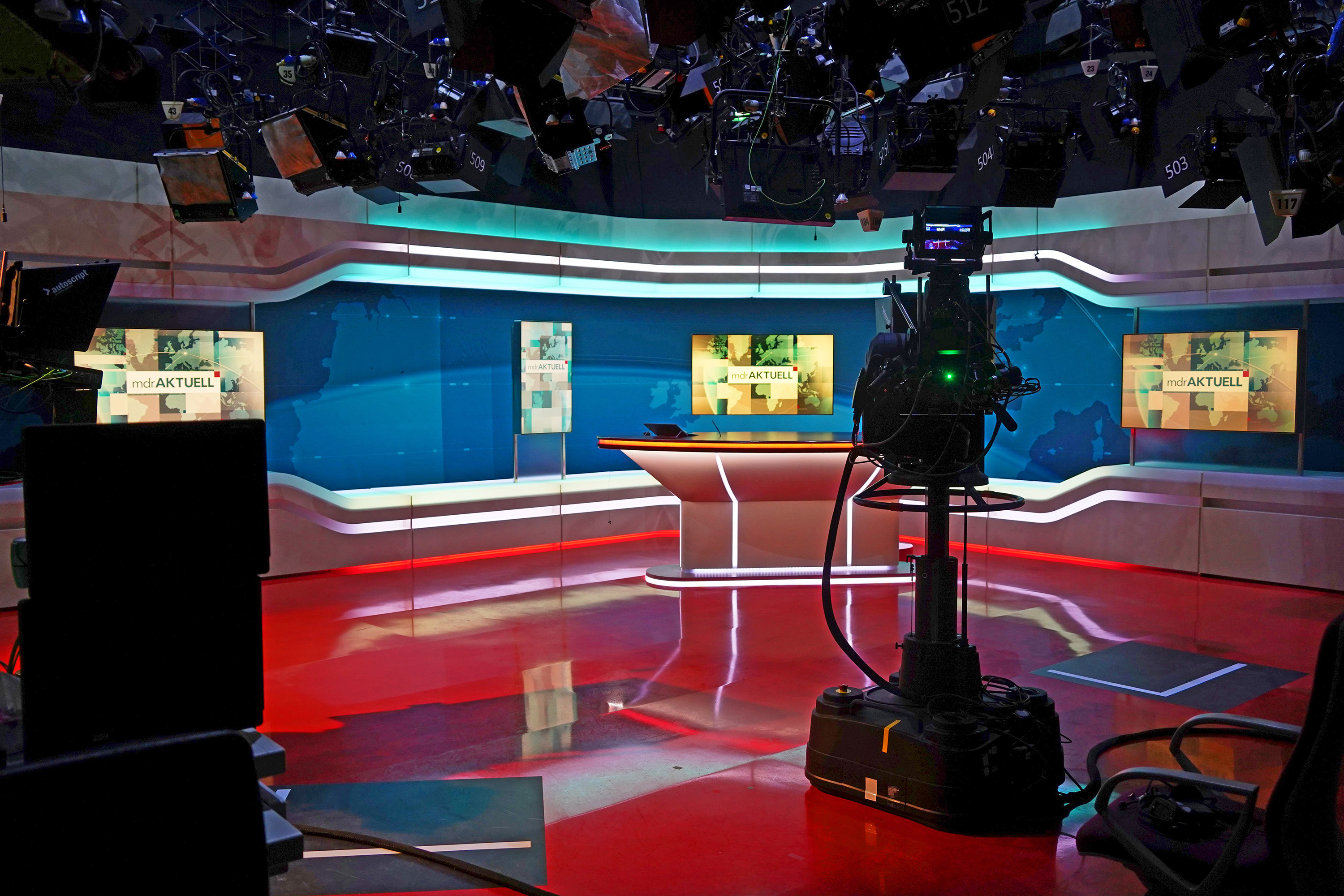
Aktuelle Studiodekoration von MDR aktuell auf dem Gelände der MDR-Zentrale in Leipzig

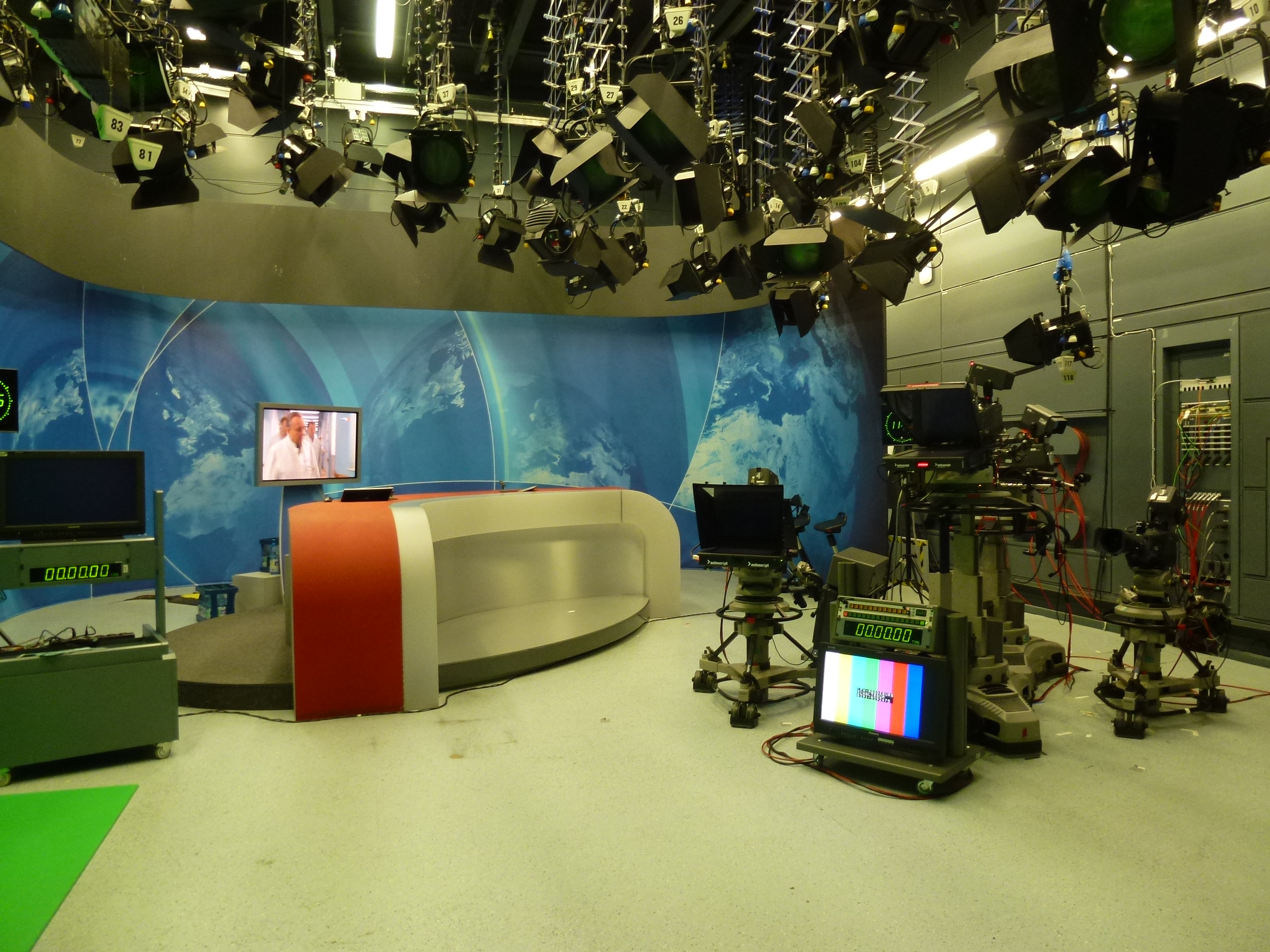
Alte Studiodekoration von MDR aktuell bis zum 4. Dezember 2013 auf dem Gelände der MDR-Zentrale in Leipzig

MDR aktuell ist eine tägliche Nachrichtensendung im MDR Fernsehen.
MDR aktuell berichtet über die wichtigsten Ereignisse aus Deutschland und der Welt sowie ausführlich über die aktuellen Entwicklungen im Sendegebiet Sachsen, Sachsen-Anhalt und Thüringen. Dazu gehören Meldungen aus Politik, Wirtschaft, Gesellschaft, Kultur, Sport und Wetter. Die Hauptausgabe von MDR aktuell wird täglich um 19:30 Uhr gesendet. Seit dem 5. Dezember 2013 wird aus einem neuen Studio und in HD gesendet.

## Ausgaben
Montag bis Freitag
Die erste Kurzausgabe von MDR aktuell läuft um 10:58 Uhr.
Die nächste Kurzausgabe von MDR aktuell wird nachmittags um 13:58 Uhr ausgestrahlt.
Um 17:45 Uhr erfolgt die erste ausführliche MDR aktuell-Ausgabe des Tages mit einer regulären Sendelänge von 20 Minuten, je nach Länge der danach laufenden Brisant-Wiederholung auch bis zu 25 Minuten. Nach einem oder zwei aktuellen Beiträgen und einem Kompakt-Überblick weiterer Nachrichten wird der Schwerpunkt der Sendung vor allem auf die Nachbarländer von Mitteldeutschland gelegt. So werden Berichte aus Brandenburg, Berlin, Mecklenburg-Vorpommern, Hessen, Niedersachsen und Bayern gezeigt, und zudem auch teilweise aus Polen und der Tschechischen Republik. Zum Ende erfolgt ein Sportblock, präsentiert von einem Sportredakteur der MDR-Sportredaktion. An die Sendung schließt sich die ausführliche Wettervorhersage Wetter für 3 an.
Die Hauptausgabe von MDR aktuell wird um 19:30 Uhr gesendet. Zunächst erfolgen die aktuellen Nachrichten und Beiträge aus Deutschland und der Welt und nach einem Kompakt-Überblick wird über die aktuelle Lage in Mitteldeutschland berichtet. Die Sendung wird mit dem Sportblock und einer Wettervorhersage beendet und dauert insgesamt 20 Minuten. Vor den jeweiligen Ländermagazinen um 19:00 Uhr erfolgt bereits ein kurzer Themenüberblick des Moderators für die 19:30-Uhr-Sendung.
Die Spätausgabe um 21:45 Uhr legt den Schwerpunkt auf das mitteldeutsche Geschehen, passend dazu wird die Sendung mit einem abweichenden Intro eröffnet, in dem die drei Landeswappen von Sachsen, Sachsen-Anhalt und Thüringen zu sehen sind. Die Ausgabe beginnt mit jeweils einem aktuellen Thema aus Sachsen, Sachsen-Anhalt und Thüringen und berichtet zusätzlich nach dem Kompakt-Überblick über weitere Nachrichten aus Deutschland und der Welt. Sie beinhaltet zum Ende ebenfalls Sport und Wetter und dauert 20 Minuten, freitags 15 Minuten.
Samstag und Sonntag
Am Sonnabend gibt es eine erste Kurzausgabe von MDR aktuell gegen 13:13 Uhr, bevor in der Regel um 16:25 Uhr (je nach Sportübertragung) eine fünfminütige Ausgabe folgt. Die Hauptausgabe um 19:30 Uhr liefert ausführliche Informationen. Am späten Abend folgt eine Kurzausgabe meist zwischen 22:15 und 23:30 Uhr.
Sonntags werden ein oder zwei Kurzausgaben von MDR aktuell, mindestens um 13:58 Uhr, gesendet. Meist ab 16 Uhr (je nach Sportübertragung) und um 18 Uhr folgt eine mindestens fünfminütige Ausgabe. Die Hauptausgabe wird um 19:30 Uhr gesendet. Die Spätausgabe wird sonntags in der Regel um 21:45 Uhr mit einer Länge von 20 Minuten ausgestrahlt.

## Moderatoren

### Nachrichten
| Moderator            | Einstieg |
| -------------------- | -------- |
| Wiebke Binder        | 2014     |
| Stefanie Blochwitz   | 2023     |
| Gunnar Breske        | 2013     |
| Carsten Dieckmann    | 2006     |
| Jens Hänisch         | 2001     |
| Olenka Pilz          | 2020     |
| Felix Seibert-Daiker | 2023     |
| Hagen Wangemann      | 2007     |

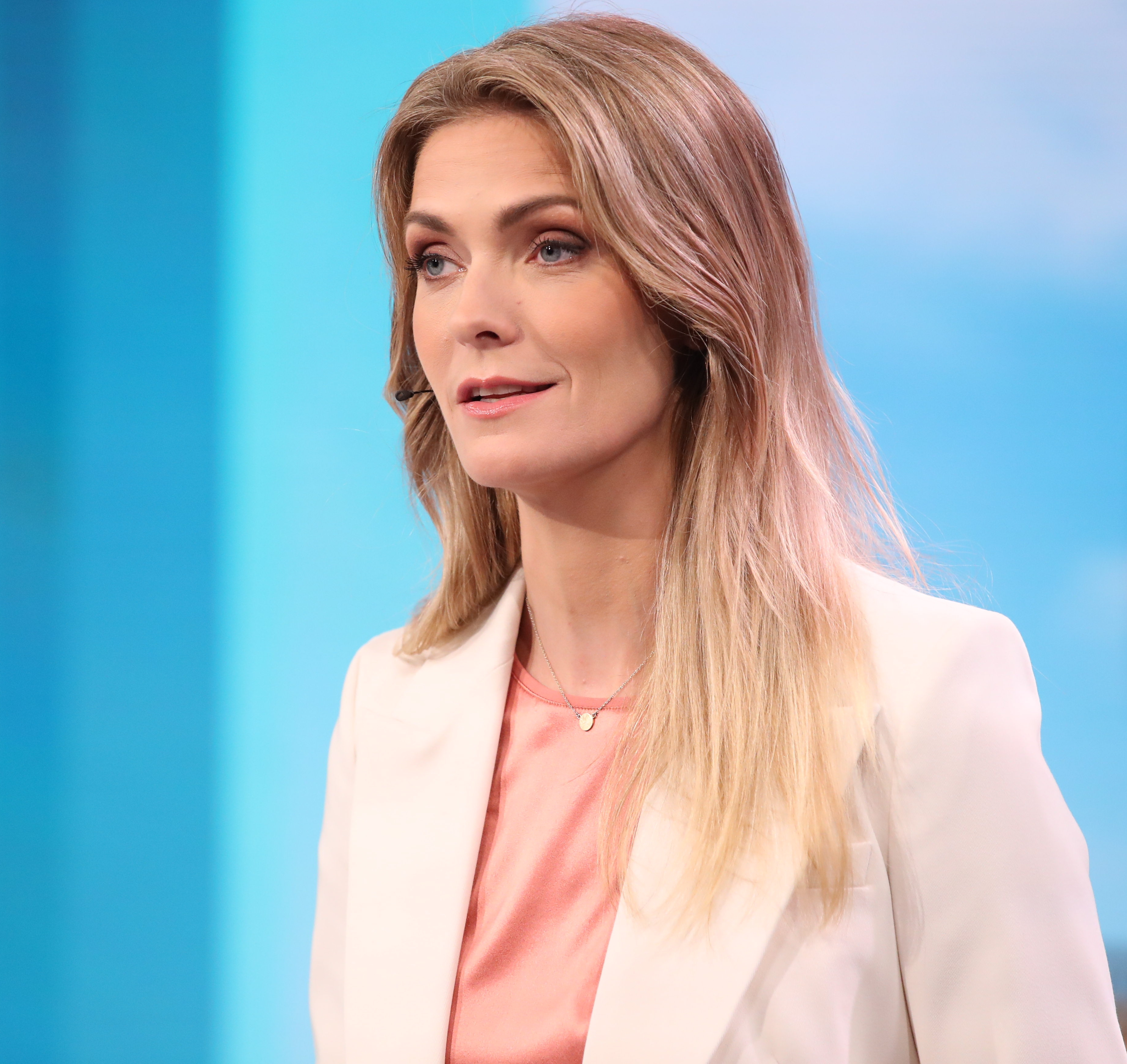
Wiebke Binder (2019)

Durch die Ausgaben um 17:45, 19:30 und 21:45 Uhr führen Jens Hänisch, Gunnar Breske, Wiebke Binder, Hagen Wangemann, Olenka Pilz, Stefanie Blochwitz und Felix Seibert-Daiker. Die kürzeren Nachmittags-Sendungen an Sonn- und Feiertagen werden meist von Carsten Dieckmann und Markus Neumann präsentiert. Die Kurzausgaben (Mo.–Fr. 10:58 und 13:58 Uhr) sprechen auch weitere Mitglieder des Nachrichtenteams.

### Sport
- Mo Krüger
- Michael Drevenstedt
- Tom Scheunemann
- Guido-Magnus Pierskalla (Vertretung)
- Stephanie Müller-Spirra
- Toni Mielke (seit 2021)
- Eike Papsdorf (seit 2021)

### Wetter
- Michaela Koschak
- Florian Rost
- Jörg Heidermann